# ラジェス航空基地
ラジェス航空基地（ポルトガル語：Base Aérea das Lajes）または、第4航空基地（Base Aérea Nº4、BA4）やラジェス飛行場（英語：Lajes Field）、民間航空部門ではラジェス空港（Aeroporto das Lajes）は、ポルトガルのアゾレス諸島テルセイラ島ラジェス近郊にあるポルトガル空軍の航空基地。1941年から運用が開始された。
ラジェスの北東部に位置し、プライア・ダ・ヴィトーリア（pt:Praia da Vitória）にある軍港とは軍用道路で結ばれている。また、島内には電気通信設備や燃料備蓄施設が点在しており、緊急の際にはスペースシャトルの非常用着陸場となっている。

## 歴史
飛行場の起源は1928年にポルトガル陸軍のエドゥアルド・ゴメス・ダ・シウヴァ中佐（Eduardo Gomes da Silva）の報告書により、テルセイラ島に陸軍航空隊用の飛行場施設を建設する可能性が検討された。しかし、サンミゲル島のアシャダ（Achada）が代わりに選ばれ、飛行場が建設される事になる。1934年、アシャダ飛行場は困難な気象条件と不十分な施設により不都合が生じていたため、テルセイラ島ラジャスに仮設滑走路を陸軍により建設される。
第二次世界大戦中の1941年に滑走路は拡大され第5航空基地となり軍は資器材を運び込んだ。当時はドイツ軍と連合国軍の脅威に晒され中立性が侵害されていた。ポルトガル政府はアゾレス諸島の占領を防ぐために航空部隊を含む軍隊を駐留させた。
しかし、1943年にポルトガル政府はイギリス政府と協定を結びイギリス空軍に使用を許可した。第二次世界大戦終盤になると次にアメリカ合衆国空軍にも使用が許可された。
戦後、ポルトガル空軍は捜索救難と気象観測および空輸業務に重点をおいた。アメリカ合衆国軍ではヨーロッパや地中海および中東方面への中継点として戦略的に重要な役割を担う。1974年の第四次中東戦争ではイスラエル向け緊急援助物資の輸送や、1990年の湾岸危機では本航空基地を中継して大規模な空輸を実施した。
1976年にはハリケーン・エミー（en:Hurricane Emmy (1976)）から避難するためにベネズエラ空軍のC-130が緊急着陸しようとするも突風に煽られ丘に激突し乗員68名が死亡する事故がおきている。
1980年にマグニチュード7.0の地震によりテルセイラ島は広範に被害を受けるも、基地施設の被害は軽微であった。
2001年にはエア・トランザット236便滑空事故でエアバスA330が緊急着陸に成功している。

## 配置部隊・機関
アメリカ合衆国空軍
- 在欧アメリカ空軍
  - 第65基地航空団（en:65th Air Base Wing） - 司令部
  - 陸軍交通集団第1324軍事輸送拠点隊
  - 空軍機動集団第729航空機支援飛行隊
  - 空軍広報局第6分遣隊
  - 空軍特別捜査局第250分遣隊
  - 国防物品販売局国防資産処理事務所

ポルトガル空軍
- アゾレス諸島空軍管区司令部
- 第752飛行隊「プマス（Pumas）」 - 捜索救難
- アゾレス諸島航空分遣隊
  - 第401飛行隊「（Cientistas）」 - 要撃

## 民間航空会社
- SATA アゾレス航空（en:SATA Air Açores）
  - フローレス島
  - グラシオーザ島
  - オルタ
  - ピコ島
  - ポンタ・デルガダ
  - サンジョルジェ島
- アゾレス航空（en:Azores Airlines）
  - ボストン
  - リスボン
  - ピコ島
  - ポルト
  - オークランド（季節運航）
  - トロント（季節運航）
  - マドリード（季節運航、チャーター便）
- TAP ポルトガル航空
  - リスボン
- ライアンエアー
  - リスボン
  - ポルト
- TUIフライ・ネーデルラント
  - アムステルダム（季節運航）